# Marins Hotels
Marins Hotels (до 2023 года — Marins Park Hotels) — российская гостиничная сеть.
Основана в 2000 году, входит в структуру группы компаний «Союз Маринс Групп». По состоянию на 2023 год в сеть входят 8 отелей категорий 3, 4 и 5 звёзд с суммарным номерным фондом более 4 тысяч номеров, расположенных в России и являющихся одними из крупнейших в своих регионах.
К 2014 году, по данным журнала «РБК», сеть вошла в число наиболее крупных в России по размеру номерного фонда. К 2021 году, по данным исследования компании Ernst & Young, компания сохраняла свои позиции на российском рынке.

## История
Сеть отелей была создана по инициативе основателя «Союз Маринс Групп» Александра Куликова. В 2000 году компанией был приобретён гостиничный комплекс «Центральный» в Нижнем Новгороде, в 2012 году переименованный в «Маринс Парк Отель Нижний Новгород».
В 2007 году к сети присоединились «Рэдиссон САС Лазурная Парк Отель» в Сочи, переименованный в «Маринс Парк Отель Сочи» (в 2020 году вышел из состава сети), а также гостиница «Свердловск» в Екатеринбурге, переименованная в «Маринс Парк Отель Екатеринбург».
В 2008 году сеть пополнилась четвёртым объектом — гостиницей «Новосибирск» в Новосибирске, переименованной в «Маринс Парк Отель Новосибирск».
В 2012 году к сети присоединилась гостиница «Ростов» в Ростове-на-Дону, переименованная в «Маринс Парк Отель Ростов», а также крупнейший курортный комплекс Крыма — «Ялта-Интурист».
В 2020 году под управление сети перешла гостиница «Novotel Екатеринбург Центр», ранее входившая в сеть «Accor».
В 2023 году к сети присоединился «Гранд Отель Астрахань», переименованный в «Маринс Гранд Отель Астрахань».
Также с 2023 года компанией возобновлён проект строительства «Маринс Гранд Отель Ялта» на месте бывшей турецкой гостиницы.

## Награды
- 2012 — премия Russian Business Travel & MICE Award в номинации «Лучшая гостиничная сеть для деловых мероприятий»[15]
- 2019 — премия Golden Pony Awards («Ялта-Интурист»)[16]
- 2021 — номинация на премию Russian Hospitality Awards в категории «Лучший бизнес-отель 4*» («Novotel Екатеринбург»)[17]
- 2022 — номинация на премию Russian Business Travel & MICE Award в категории «Лучшая региональная конгрессная гостиница категории 4 звезды» («Маринс Парк Отель Нижний Новгород»)[18]

## Отели
- Маринс Парк Отель Нижний Новгород
- Маринс Парк Отель в Сочи
- Маринс Парк Отель Екатеринбург
- Маринс Парк Отель Ростов
- Ялта-Интурист
- Маринс Гранд Отель Астрахань